# John de Beauchamp, I barone Beauchamp

Il suo blasone

John de Beauchamp (1316 – 2 dicembre 1360) è stato un nobile e militare inglese.

## Biografia
Era figlio di Guy de Beauchamp, X conte di Warwick e di Alice de Toeni.
Essendo il secondo figlio maschio, alla morte del padre il titolo passò a suo fratello maggiore Thomas che divenne l'undicesimo conte di Warwick. Proprio assieme quest'ultimo, John fu fondatore dell'ordine della giarrettiera nel 1348.
Nel 1338 accompagnò Edoardo III d'Inghilterra nelle Fiandre e fece parte nel 1339 del reparto bellico stanziato a Vironfosse. Nel 1340 conquistò coi compagni la gloria con la vittoria navale a Sluis.
Egli ebbe l'onore di portare nel 1346 lo stendardo reale nella battaglia di Crécy, inoltre fu presente nell'assedio e nella presa di Calais, città di cui fu nominato comandante nel 1348.
John inoltre occupò il posto di Ammiraglio della flotta, Conestabile della Torre di Londra e Lord guardiano dei cinque porti. Nel 1350 ricevette dal Parlamento il titolo di riconoscimento di barone Beauchamp.
Morì senza eredi e il suo titolo si estinse. I suoi resti vennero interrati, tra due colonne, prima dell'immagine della Vergine nel lato sud della navata dell'Antica cattedrale di San Paolo, dove c'era un monumento alla sua memoria, più tardi conosciuto come Duke Humphrey's Tomb.